# Rivière Sayabec
Pour les articles homonymes, voir Sayabec.
La rivière Sayabec est un cours d'eau douce traversant les municipalités de Saint-Moïse et de Sayabec, dans la municipalité régionale de comté (MRC) de la Matapédia, dans les régions du Bas-Saint-Laurent et de la région administrative de Gaspésie-Îles-de-la-Madeleine, dans l'est du Québec, au Canada.
La rivière Sayabec prend sa source au lac Malfait et coule généralement vers l’est en zone agricole dans sa partie supérieure et urbaine en fin de parcours. Le chemin de fer du Canadien National longe le côté nord de la partie supérieure de la rivière.
Cette rivière de la vallée de la Matapédia se déverse à Sayabec, sur la rive nord-ouest du lac Matapédia, lequel constitue la tête de la rivière Matapédia. Cette dernière coule vers le sud jusqu'à la rive nord de la rivière Ristigouche laquelle coule vers l'est, jusqu'à la rive ouest de la baie des Chaleurs. Cette dernière s'ouvre vers l'est sur le golfe du Saint-Laurent.

## Géographie
La rivière Sayabec prend sa source au lac Malfait (longueur : 1,8 km ; altitude : 226 m), situé dans la municipalité de paroisse de Saint-Moïse.
Cette source est située à :
- 4,3 km à l’ouest du centre du village de Saint-Noël ;
- 7,8 km à l’ouest de la confluence de la rivière Sayabec ;
- 17,9 km au sud-est du littoral sud du golfe du Saint-Laurent.

À partir de sa source (embouchure du lac Malfait), le cours de la rivière Sayabec coule vers l’est dans une plaine sur 9,4 km réparti selon les segments suivants :
- 5,1 km vers l’est, jusqu'au chemin de fer du Canadien National ;
- 2,7 km vers le nord-est, en entrant dans le village de Sayabec par le côté ouest, jusqu’au pont de la route 132 ;
- 1,6 km vers le nord-est, en passant du côté nord du village de Sayabec, jusqu'à la confluence de la rivière[2].

La rivière Sayabec se déverse sur la rive ouest d'une baie à l'ouest du lac Matapédia, face à la pointe du Moulin, du côté nord du village de Sayabec.
Cette confluence est située à :
- 20,1 km (par le lac) ou 18,5 km en ligne directe à l'ouest de l'embouchure du lac Matapédia qui se déverse dans la rivière Matapédia ;
- 84,3 km au nord-ouest de la confluence de la rivière Matapédia ;
- 23,3 km au sud-est du littoral sud du golfe du Saint-Laurent.

## Toponymie
Le terme Sayabec est intégré à divers toponymes du nord-ouest de la vallée de la Matapédia.
Le toponyme « rivière Sayabec » a été officialisé le 5 décembre 1968 à la Commission de toponymie du Québec.